# Baanelement
Een baanelement is een natuurkundige grootheid die gebruikt kan worden om de baan van een hemellichaam vast te leggen. In meer algemene zin kan baanelement ook een grootheid zijn waarmee de plaats van het hemellichaam in de baan uit te rekenen is, hoewel zo'n baanelement dan strikt genomen geen eigenschap van de baan hoeft te zijn.
Voor het gemak zullen we hieronder de volgende typen baanelementen onderscheiden:
- primaire baanelementen zijn grootheden die gebruikt worden om de baan vast te leggen. Aan de primaire baanelementen is bijvoorbeeld te zien of de baan die van de planeet Mars is.
- secundaire baanelementen zijn grootheden die geen primaire baanelementen zijn en gebruikt worden om de plaats van een hemellichaam in de baan aan te geven, hetgeen een eigenschap is van het hemellichaam en niet van de baan.
- tertiaire baanelementen zijn grootheden die geen primaire of secundaire baanelementen zijn en nodig kunnen zijn om de plaats van een hemellichaam uit te kunnen rekenen voor verschillende tijden.

## Baandiagram
Een aantal baanelementen wordt hieronder uitgelegd aan de hand van het volgende diagram van de baan van de komeet 3D/Biela.

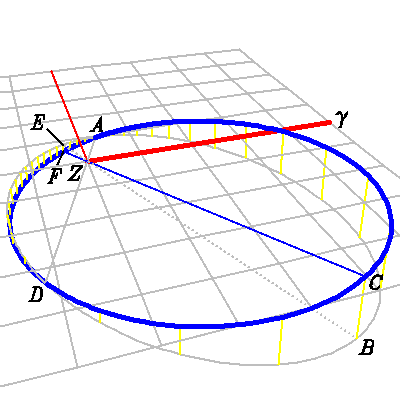
De baan van komeet 3D/Biela

De dikke blauwe curve is de baan van de komeet. Het grijze rooster geeft het vlak aan van de baan van de Aarde en van de ecliptica. De roosterafstand is 1 astronomische eenheid. De dunne grijze curve is de verticale projectie van de komeetbaan op het roostervlak. Rechts van de lijn AD is de baan boven het rooster, en links eronder. De gele lijnen verbinden punten op de komeetbaan met hun projectie op het roostervlak. De komeet gaat tegen de richting van de klok in langs de baan.
De merktekens betekenen het volgende:
| A  | de dalende knoop van de baan, waar de baan van "boven" naar "beneden" de ecliptica gaat.   |
| B  | de verticale projectie van het apoapsis op het vlak van de ecliptica.                      |
| C  | het apoapsis van de baan, waar de baan het verste van de Zon is.                           |
| D  | de klimmende knoop van de baan, waar de baan van "beneden" naar "boven" de ecliptica gaat. |
| E  | de verticale projectie van het periapsis op het vlak van de ecliptica.                     |
| F  | het periapsis van de baan, waar de baan het dichtste bij de Zon is.                        |
| Z  | de plaats van de Zon (waar de lijnen AD, BE en CF elkaar kruisen).                         |
| γ  | de richting van het lentepunt.                                                             |
| AD | de knopenlijn van de baan.                                                                 |
| CF | de apsidenlijn of lange as van de baan.                                                    |

De dikke rode lijn wijst vanaf de Zon in de richting van het lentepunt. Dit komt overeen met een eclipticale lengtegraad van 0°. De dunne rode lijn geeft een lengtegraad van 90° aan.

## Primaire baanelementen
Als twee puntvormige of bolsymmetrische voorwerpen onder invloed van alleen hun onderlinge klassieke (niet-relativistische) zwaartekracht bewegen, dan volgen ze keplerbanen (naar Johannes Kepler), banen die kegelsneden zijn. Om de grootte, vorm, en stand van een keplerbaan geheel vast te leggen zijn vijf baanelementen nodig. Verschillende verzamelingen van grootheden kunnen als baanelementen dienen. De meestgebruikte verzamelingen van baanelementen (en de wiskundige symbolen die daarvoor meestal gebruikt worden) zijn als volgt:
- de lengte van de halve lange as a geeft de grootte aan. Voor een ellipsbaan is de lange as de langste rechte lijn die in de ellips past. In het baandiagram hierboven is de dunne blauwe lijn CF de lange as. In plaats van a kan ook de totale energie E (potentiële zwaartekrachtsenergie plus kinetische energie) of de baanperiode P of de periapsisafstand q als baanelement gebruikt worden. (E en P zijn eigenlijk geen zuivere primaire baanelementen, omdat ze afhangen van de massa's van de twee voorwerpen, maar als de massa van het ene voorwerp verwaarloosbaar klein is vergeleken met het andere voorwerp dan is er een vast verband tussen E, P, en a.)
- de excentriciteit e geeft de vorm aan.
- de inclinatie i geeft de helling van de baan ten opzichte van het basisvlak aan. In het baandiagram hierboven is de inclinatie de hoek waarover de baan rond de knopenlijn AD gedraaid moet worden om hem in het roostervlak te krijgen.
- de lengte van de klimmende knoop Ω geeft de richting aan waarin de baan het basisvlak kruist. In het baandiagram hierboven is D de klimmende knoop en is Ω de hoek γZD (de hoek tussen γ en D, gezien vanaf Z).
- het argument van het periapsis ω geeft de hoekafstand aan (gezien vanuit het centrum van de baan) tussen het periapsis en de klimmende knoop. Soms wordt in plaats hiervan de lengte van het periapsis ῶ gebruikt die de som is van ω en Ω. In het baandiagram is D de klimmende knoop en F het periapsis (perihelium) en is ω de hoek DZF.

De laatste drie hoeken (i, Ω en ω) geven de stand van de baan aan en hangen dus af van het basisvlak en de primaire richting daarin ten opzichte waarvan de stand aangegeven wordt. Deze drie hoeken worden weleens de hoeken van Euler genoemd (naar Leonhard Euler).
Strikt genomen hebben alleen cirkelbanen en ellipsbanen een (eindige) lange as en een (eindige, reële) periode, maar ook voor paraboolbanen en hyperboolbanen valt aan a en P een waarde toe te kennen zodat bepaalde formules met die grootheden erin voor alle keplerbaantypen gelden.
De volgende tabel toont hoe uit sommige baanelementen volgt wat voor type kegelsnede de baan is.
| baantype    | a  | e     | P         | q     | E  |
| ----------- | -- | ----- | --------- | ----- | -- |
| cirkel      | >0 | 0     | >0        | =a    | <0 |
| ellips      | >0 | 0<e<1 | >0        | 0<q<a | <0 |
| parabool    | ±∞ | 1     | ±∞        | >0    | 0  |
| hyperbool   | <0 | >1    | imaginair | >0    | >0 |
| rechte lijn | ≠0 | 1     |           | 0     | ≠0 |
| punt        | 0  |       | 0         | 0     | −∞ |

## Secundaire baanelementen
Om ook de plaats van het hemellichaam in de baan aan te geven is nog een zesde baanelement nodig. Hiervoor wordt meestal gebruikt:
- de middelbare anomalie M, een hoekafstand die eenparig toeneemt met dezelfde periode als de baanperiode en die gemeten wordt vanaf het periapsis. In plaats van M wordt ook weleens de middelbare lengte L gebruikt, een hoekmaat die net zo eenparig toeneemt als M maar op een bepaalde manier gemeten wordt vanaf de primaire richting ten opzichte van de sterren.

## Tertiaire baanelementen
Om de plaats van het hemellichaam op verschillende tijden uit te kunnen rekenen heb je nog nodig:
- de epoche, het tijdstip waarop de andere baanelementen (en in het bijzonder de snel veranderende M of L) geldig zijn.
- de baanperiode P, hoeveel tijd het neemt voor het hemellichaam weer naar dezelfde plek in de baan terugkeert. Als alternatief wordt ook wel de dagelijkse beweging n (de verandering per dag in M en L) gebruikt. Ook kunnen de massa's van de twee hemellichamen gebruikt worden, waaruit P en n met behulp van de wetten van Kepler te berekenen zijn.

Strikt genomen dient ook aangegeven te worden:
- ten opzichte van welk basisvlak i gemeten wordt. Voor banen rond een planeet wordt vaak het vlak van de evenaar van die planeet genomen. Voor banen door het Zonnestelsel wordt vaak het vlak van de baan van de Aarde genomen (de ecliptica).
- ten opzichte van welke primaire richting Ω en L gemeten worden. Voor banen rond de Aarde of in het Zonnestelsel wordt vaak het lentepunt genomen, waar de ecliptica en de hemelevenaar elkaar snijden.

## Veranderende baanelementen
Voor een keplerbaan veranderen de primaire baanelementen niet met de tijd. In de praktijk werken er altijd meer krachten op een hemellichaam dan alleen de zwaartekracht van één ander hemellichaam, dus volgen hemellichamen in de praktijk nooit precies een keplerbaan. Je kunt wel op elk moment een keplerbaan vinden die goed past bij de plaats en snelheid van het hemellichaam op dat moment. Die bijgepaste keplerbaan wordt weleens de osculerende keplerbaan genoemd. Als de zwaartekracht van één ander hemellichaam domineert, dan zal het hemellichaam 'ongeveer' een keplerbaan volgen, wat betekent dat de primaire baanelementen van de osculerende keplerbaan (ofwel de osculerende baanelementen) maar langzaam met de tijd veranderen. In sterrengidsen die baanelementen geven staan daarom meestal ook de primaire baanelementen voor verschillende tijden genoemd.